# یابوروویتسه
یابوروویتسه (به لاتین: Jaborowice) یک روستا در لهستان است که در گمینا پولسکا تسرکیو واقع شده‌است. یابوروویتسه ۲۰۵ نفر جمعیت دارد.